# Élections municipales partielles françaises de 2006
Quinze élections municipales partielles ont lieu en 2006 en France.
L'élection du conseil municipal de Bordeaux en octobre fut très médiatisée, du fait du retour d'Alain Juppé en politique, après sa condamnation à un an d'inéligibilité. La majorité de la ville a démissionné pour provoquer une nouvelle élection. Alain Juppé fut réélu maire de Bordeaux.

## Élections

### Blotzheim(Haut-Rhin)
- Maire sortant : Jean-Paul Meyer (UMP)
- Maire élu ou réélu : Jean-Paul Meyer (UMP)

- Contexte : Démission de plus d'un tiers des membres du conseil municipal.

|                             | Jean-Paul Meyer *   | DVD            | 810   | 55,94  | 22 |  |  |  |
| Blotzheim pour tous         |                     |                | 810   | 55,94  | 22 |  |  |  |
|                             | Daniel Michel       | DVD            | 449   | 31,01  | 4  |  |  |  |
|                             | Marie-Claude Jordan | UMP            | 189   | 13,05  | 1  |  |  |  |
| Blotzheim écoute et respect |                     |                | 189   | 13,05  | 1  |  |  |  |
|                             |                     |                |       |        |    |  |  |  |
| Inscrits                    | Inscrits            | Inscrits       | 2 543 | 100,00 |    |  |  |  |
| Abstentions                 | Abstentions         | Abstentions    | 1 041 | 40,93  |    |  |  |  |
| Votants                     | Votants             | Votants        | 1 502 | 59,06  |    |  |  |  |
| Blancs et nuls              | Blancs et nuls      | Blancs et nuls | 54    | 3,59   |    |  |  |  |
| Exprimés                    | Exprimés            | Exprimés       | 1 448 | 96,40  |    |  |  |  |
| * Liste du maire sortant    |                     |                |       |        |    |  |  |  |

### Bordeaux(Gironde)
- Maire sortant : Hugues Martin (UMP)
- Maire élu ou réélu : Alain Juppé (UMP)

- Contexte : Démission de plus d'un tiers des membres du conseil municipal[2].

|                                 | Alain Juppé *         | UMP-UDF-DVD (UD)    | 29 907  | 56,24  | 49 |  |  |  |
|                                 | Jacques Respaud       | PS-PCF-PRG-MRC (UG) | 13 402  | 25,20  | 8  |  |  |  |
|                                 | Pierre Hurmic         | Les Verts           | 5 479   | 10,30  | 3  |  |  |  |
|                                 | Jacques Colombier     | FN                  | 3 268   | 6,14   | 1  |  |  |  |
|                                 | Emmanuel Bichindaritz | LCR                 | 1 118   | 2,10   | 0  |  |  |  |
|                                 |                       |                     |         |        |    |  |  |  |
| Inscrits                        | Inscrits              | Inscrits            | 120 788 | 100,00 |    |  |  |  |
| Abstentions                     | Abstentions           | Abstentions         | 66 650  | 55,18  |    |  |  |  |
| Votants                         | Votants               | Votants             | 54 138  | 44,82  |    |  |  |  |
| Blancs et nuls                  | Blancs et nuls        | Blancs et nuls      | 964     | 1,78   |    |  |  |  |
| Exprimés                        | Exprimés              | Exprimés            | 53 174  | 98,22  |    |  |  |  |
| * Liste de la majorité sortante |                       |                     |         |        |    |  |  |  |

### Escaudœuvres(Nord)
- Maire sortant : Pierre Doise (DVD)
- Maire élu ou réélu : Patrice Égo (PCF)

- Contexte : Démission de plus d'un tiers des membres du conseil municipal.

| Tête de liste            | Tête de liste      | Liste          | Premier tour | Premier tour | Second tour | Second tour | Sièges | Sièges |
| Tête de liste            | Tête de liste      | Liste          | Voix         | %            | Voix        | %           | CM     |        |
| ------------------------ | ------------------ | -------------- | ------------ | ------------ | ----------- | ----------- | ------ | ------ |
|                          | Patrice Égo        | PCF            | 537          | 32,27        | 746         | 41,56       | 19     |        |
|                          | Rose-Marie Bisiaux | PS             | 204          | 12,26        | 746         | 41,56       | 19     |        |
|                          | Pierre Doise *     | DVD            | 518          | 31,13        | 673         | 37,49       | 5      |        |
|                          | Patrick Leclair    | DVG            | 405          | 24,34        | 376         | 20,94       | 3      |        |
|                          |                    |                |              |              |             |             |        |        |
| Inscrits                 | Inscrits           | Inscrits       | 2 618        | 100,00       | 2 618       | 100,00      |        |        |
| Abstentions              | Abstentions        | Abstentions    | 895          | 34,18        | 767         | 29,30       |        |        |
| Votants                  | Votants            | Votants        | 1 723        | 65,81        | 1 851       | 70,70       |        |        |
| Blancs et nuls           | Blancs et nuls     | Blancs et nuls | 59           | 3,42         | 56          | 3,02        |        |        |
| Exprimés                 | Exprimés           | Exprimés       | 1 664        | 96,57        | 1 795       | 96,97       |        |        |
| * Liste du maire sortant |                    |                |              |              |             |             |        |        |

### Grans(Bouches-du-Rhône)
- Maire sortant : Yves Vidal (PRG)
- Maire élu ou réélu : Yves Vidal (PRG)

- Contexte : Démission de plus d'un tiers des membres du conseil municipal.

|                          | Yves Vidal *   | PRG            | 1 068 | 55,05  | 21 |  |  |  |
|                          | Éric Cameler   | PCF            | 872   | 44,95  | 6  |  |  |  |
| Démocratie gransoise     |                |                | 872   | 44,95  | 6  |  |  |  |
|                          |                |                |       |        |    |  |  |  |
| Inscrits                 | Inscrits       | Inscrits       | 3 311 | 100,00 |    |  |  |  |
| Abstentions              | Abstentions    | Abstentions    | 1 261 | 38,08  |    |  |  |  |
| Votants                  | Votants        | Votants        | 2 050 | 61,91  |    |  |  |  |
| Blancs et nuls           | Blancs et nuls | Blancs et nuls | 110   | 5,36   |    |  |  |  |
| Exprimés                 | Exprimés       | Exprimés       | 1 940 | 94,63  |    |  |  |  |
| * Liste du maire sortant |                |                |       |        |    |  |  |  |

### Indre(Loire-Atlantique)
- Maire sortant : Alcide Maquaire (PS)
- Maire élu ou réélu : Jean-Luc Le Drenn (DVG)

- Contexte : Démission de plus d'un tiers des membres du conseil municipal.

|                          | Jean-Luc Le Drenn | DVG             | 691   | 52,43  | 21 |  |  |  |
| Indre gagnante           |                   |                 | 691   | 52,43  | 21 |  |  |  |
|                          | Alcide Maquaire * | PS-PCF-UDB (UG) | 627   | 47,57  | 6  |  |  |  |
| Vivre à Indre            |                   |                 | 627   | 47,57  | 6  |  |  |  |
|                          |                   |                 |       |        |    |  |  |  |
| Inscrits                 | Inscrits          | Inscrits        | 2 505 | 100,00 |    |  |  |  |
| Abstentions              | Abstentions       | Abstentions     | 1 148 | 45,83  |    |  |  |  |
| Votants                  | Votants           | Votants         | 1 357 | 54,17  |    |  |  |  |
| Blancs et nuls           | Blancs et nuls    | Blancs et nuls  | 39    | 2,87   |    |  |  |  |
| Exprimés                 | Exprimés          | Exprimés        | 1 318 | 97,12  |    |  |  |  |
| * Liste du maire sortant |                   |                 |       |        |    |  |  |  |

### Istres(Bouches-du-Rhône)
- Maire sortant : Michel Caillat (PS)
- Maire élu ou réélu : Nicole Joulia (DVG)

- Contexte : Démission de plus d'un tiers des membres du conseil municipal[8].

| Tête de liste            | Tête de liste     | Liste          | Premier tour | Premier tour | Second tour | Second tour | Sièges | Sièges |
| Tête de liste            | Tête de liste     | Liste          | Voix         | %            | Voix        | %           | CM     |        |
| ------------------------ | ----------------- | -------------- | ------------ | ------------ | ----------- | ----------- | ------ | ------ |
|                          | Nicole Joulia     | DVG            | 6 815        | 40,23        | 7 934       | 44,85       | 29     |        |
|                          | Michel Caillat *  | PS             | 6 099        | 36,01        | 7 671       | 43,36       | 8      |        |
|                          | Alain Aragneau    | UMP            | 2 200        | 12,99        | 2 084       | 11,78       | 2      |        |
|                          | Jean-Yves Allègre | PCF            | 1 077        | 6,36         |             |             |        |        |
|                          | Jean-Claude Vella | UDF            | 747          | 4,41         |             |             |        |        |
|                          |                   |                |              |              |             |             |        |        |
| Inscrits                 | Inscrits          | Inscrits       | 27 586       | 100,00       | 27 582      | 100,00      |        |        |
| Abstentions              | Abstentions       | Abstentions    | 10 126       | 36,71        | 9 383       | 34,02       |        |        |
| Votants                  | Votants           | Votants        | 17 460       | 63,29        | 18 199      | 65,98       |        |        |
| Blancs et nuls           | Blancs et nuls    | Blancs et nuls | 522          | 2,99         | 510         | 2,80        |        |        |
| Exprimés                 | Exprimés          | Exprimés       | 16 938       | 97,01        | 17 689      | 97,20       |        |        |
| * Liste du maire sortant |                   |                |              |              |             |             |        |        |

### Privas(Ardèche)
- Maire sortant : Michel Valla (UMP)
- Maire élu ou réélu : Yves Chastan (PS)

- Contexte : Démission de plus d'un tiers des membres du conseil municipal[12].

|                          | Yves Chastan     | PS-PCF-LV (UG) | 1 998 | 55,42  | 23 |  |  |  |
|                          | Michel Valla *   | UMP            | 1 229 | 34,09  | 5  |  |  |  |
|                          | Christian Farjot | DVD            | 378   | 10,48  | 1  |  |  |  |
|                          |                  |                |       |        |    |  |  |  |
| Inscrits                 | Inscrits         | Inscrits       | 6 226 | 100,00 |    |  |  |  |
| Abstentions              | Abstentions      | Abstentions    | 2 498 | 40,12  |    |  |  |  |
| Votants                  | Votants          | Votants        | 3 728 | 59,88  |    |  |  |  |
| Blancs et nuls           | Blancs et nuls   | Blancs et nuls | 123   | 3,30   |    |  |  |  |
| Exprimés                 | Exprimés         | Exprimés       | 3 605 | 96,70  |    |  |  |  |
| * Liste du maire sortant |                  |                |       |        |    |  |  |  |

### Saint-Barthélemy-d'Anjou(Maine-et-Loire)
- Maire sortant : Gérard Pilet (PS)
- Maire élu ou réélu : Jean-François Jeanneteau (DVD)

- Contexte : Démission de plus d'un tiers des membres du conseil municipal.

| Tête de liste                         | Tête de liste            | Liste          | Premier tour | Premier tour | Second tour | Second tour | Sièges | Sièges |
| Tête de liste                         | Tête de liste            | Liste          | Voix         | %            | Voix        | %           | CM     |        |
| ------------------------------------- | ------------------------ | -------------- | ------------ | ------------ | ----------- | ----------- | ------ | ------ |
|                                       | Jean-François Jeanneteau | DVD            | 2 001        | 46,97        | 2 221       | 51,91       | 23     |        |
| Saint-Barthélemy, réussir ensemble    |                          |                | 2 001        | 46,97        | 2 221       | 51,91       | 23     |        |
|                                       | Gérard Pilet *           | PS             | 980          | 23,00        | 1 108       | 25,90       | 4      |        |
| Saint-Barthélemy, la vie              |                          |                | 980          | 23,00        | 1 108       | 25,90       | 4      |        |
|                                       | Alain Vacher             | SE             | 748          | 17,56        | 490         | 11,45       | 1      |        |
| Ma ville, j'en suis l'artisan         |                          |                | 748          | 17,56        | 490         | 11,45       | 1      |        |
|                                       | Isabelle Lelièvre        | PCF            | 531          | 12,46        | 459         | 10,73       | 1      |        |
| Saint-Barthélemy, la gauche citoyenne |                          |                | 531          | 12,46        | 459         | 10,73       | 1      |        |
|                                       |                          |                |              |              |             |             |        |        |
| Inscrits                              | Inscrits                 | Inscrits       | 6 976        | 100,00       | 6 976       | 100,00      |        |        |
| Abstentions                           | Abstentions              | Abstentions    | 2 571        | 36,85        | 2 612       | 37,44       |        |        |
| Votants                               | Votants                  | Votants        | 4 405        | 63,14        | 4 364       | 62,56       |        |        |
| Blancs et nuls                        | Blancs et nuls           | Blancs et nuls | 145          | 3,29         | 86          | 1,97        |        |        |
| Exprimés                              | Exprimés                 | Exprimés       | 4 260        | 96,71        | 4 278       | 98,03       |        |        |
| * Liste du maire sortant              |                          |                |              |              |             |             |        |        |